# Annæus Johannes Schjødt
Annæus Johannes Schjødt (* 2. Mai 1857 in Kristiania; † 24. April 1923) war ein norwegischer Jurist, liberaler Politiker und Frauenrechtler.

## Leben
Er studierte Rechtswissenschaften an der Königlichen Frederiks-Universität und praktizierte mehrere Jahre als Anwalt am Obersten Gerichtshof.
Er vertrat die Liberale Partei im Storting (Parlament) von 1895 bis 1900. Er war von 1917 bis zu seinem Tod im Jahr 1923 Norwegens Regierungsanwalt. Er zeichnete sich als progressiver Liberaler aus und war sowohl Mitbegründer als auch Vorstandsmitglied der Frauenrechtsorganisation Norsk Kvinnesaksforening in den 1880er Jahren.

## Familie
Schjødt war mit der Frauenrechtlerin Laura Marie Rømcke verheiratet und hatte drei Söhne, die alle bekannte Anwälte wurden.